# Sardan
Sardan település Franciaországban, Gard megyében. Lakosainak száma 352 fő (2022. január 1.). Sardan Brouzet-lès-Quissac, Carnas, Gailhan és Orthoux-Sérignac-Quilhan községekkel határos.

## Népesség
A település népessége az elmúlt években az alábbi módon változott:
| Lakosok száma | 112  | 135  | 175  | 258  | 279  | 278  | 300  | 337  | 348  | 352  |
|               | 1968 | 1982 | 1990 | 2006 | 2013 | 2015 | 2017 | 2019 | 2020 | 2022 |